# Sztuki walki

Sztuki walki

Sztuki walki (niekiedy błędnie utożsamiane ze sportami walki i systemami walki) – sposoby walki wręcz, czasami z użyciem broni białej. Podstawą nauki wszelkich sztuk walki jest trening, który zazwyczaj uczy umiejętności samokontroli wybuchów agresji, samoobrony, poprawia wydolność organizmu oraz redukuje poziom strachu.
Klasyfikacja rodzajów walk do konkretnych kategorii stała się punktem spornym wśród zainteresowanych ze względu na płynną granicę pomiędzy tymi kategoriami. Główną cechą rozgraniczającą kategorie jest cel trenowania danego rodzaju walki. Teoretycznym priorytetem w sztukach walki jest rozwój osobowościowo-duchowy. Sporty walki kładą nacisk na element rywalizacji sportowej. Z kolei systemy walki to formy stworzone dla potrzeb współczesnych armii, nastawione na szybką i skuteczną eliminację wroga. Płynność granic polega między innymi na przechodzeniu niektórych sztuk walki w sferę sportów walki (np. judo, taekwondo).
W ciągu XX wieku większość wiedzy, jaką świat zachodu zdobywał o sztukach walki, bazowała na kinematografii i stworzyła nieprawdziwy obraz, sugerujący, że sztuki walki to domena krajów azjatyckich. Tymczasem od zarania dziejów ludzie na całym świecie uczyli się metod obrony przed przeciwnikami, także bez użycia broni. W rezultacie na świecie istnieje dziś wiele sztuk walki, które są aktywnie trenowane i rozwijane.
Termin „sztuki walki” został przetłumaczony w 1920 w słowniku japońsko-angielskim Takenobu z japońskiego bu-gei lub bu-jutsu (武術): „sztuka/umiejętność zachowań militarnych”. Definicja została przetłumaczona bezpośrednio z chińskiego określenia wushu (pinyin: wǔ shù; Kantoński: mou seut), dosłownie, „sztuka walki”, oznaczająca wszystkie sposoby chińskich walk.

## Ogólnie
Istnieje wiele szkół sztuk walki, nauczają one sposobów fizycznego pokonania przeciwnika w bezpośrednim starciu (bez użycia broni dalekiego zasięgu, jak broń palna). Większość wschodnich szkół walki stawia sobie za zadanie nie tylko fizyczne przygotowanie człowieka do walki, ale również rozwój psychiczny i duchowy. Internalizacja wartości budo zawartych w tradycji sztuk walki, rozwija w osobie wiele cech związanych z poziomem zadowolenia z życia. 
Sztuki walki mogą składać się z następujących elementów: uderzeń pięścią lub łokciem, kopnięć, chwytów, duszeń, rzutów, dźwigni oraz walki bronią (białą).
Współcześnie dzieli się je według kilku schematów:
- "stójka"/"parter" - ten podział dzieli systemy walki na oparte w większości technik na walce stojącej (np. aikido, taekwondo, karate) oraz oparte w większości technik na walce w pozycji leżącej (np. brazylijskie jiu-jitsu, zapasy);

- "uderzeniowe"/"chwytowe" (ang. striking/grappling) - ten podział rozdziela systemy oparte na ciosach ręką albo/i nogą (np. karate, boks tajski, capoeira) od chwytanych (ang. grapple - chwytać; np. brazylijskie jiu-jitsu, judo, aikido);
- "light-contact"/"semi-contact"/"full-contact" - ten podział dzieli systemy walki w zależności od ilości zasad i ograniczeń oraz systemu treningowego:
  - light-contact (lekko kontaktowe) to systemy walk, w których nie stosuje się uderzeń na głowę, krocze itp., zazwyczaj zawodnicy noszą ochraniacze, a formuła zapewnia spore bezpieczeństwo walczących (np. poprzez karanie brutalnych ciosów/kopnięć);
  - semi-contact (średnio kontaktowe) to systemy walk, w których zawodnicy nie posiadają tak wielu ochraniaczy, dopuszczone są kopnięcia/uderzenia na głowę, a sam proces treningowy zakłada sparingi i walki;
  - full-contact (pełno kontaktowe) to systemy walk, zakładające walkę bez ochraniaczy lub z bardzo nielicznymi, z bardzo małą ilością ograniczeń (np. zakaz uderzeń w tył głowy czy dźwigni na stawy);
- walka sportowa/samoobrona/systemy wojskowe (tzw. kombaty) - ten podział dzieli systemy walki w zależności od przeznaczenia;
- walka bez broni/walka z bronią.

Podział nie zawsze jest ścisły, wiele szkół walki posiada elementy mieszane, a dodatkowo każda szkoła, każdy trener może uczyć na swój sposób.
Współcześnie istnieją dwa kierunku rozwoju szkół walki. Pierwszy to utrzymanie tradycyjnych wartości i rozwój duchowy. W tę stronę kieruje się m.in. aikido, karate tradycyjne, kung-fu, a także inne tradycyjne szkoły, których proces treningowy w znacznej mierze nastawiony jest na rozwój duchowy, spokój, umiejętność kontroli umysłu, medytację, a w mniejszym na brutalną walkę.
Inne szkoły, takie jak większość szkół Kyokushin czy taekwondo, zostały zmuszone do rozbudowy procesu treningowego, aby być konkurencyjne wobec nowych systemów walki oraz zmieniających się wymagań. Pojawienie się w czasie II wojny światowej wojskowych systemów walki, takich jak izraelska krav maga, polski Bas-3 czy rosyjskie sambo, uczących samoobrony z przeznaczeniem do walki ulicznej, oraz pojawienie się sportów walki „międzydyscyplinarnych”, jak Kudo Daido Juku czy MMA, wykazało niską praktyczną skuteczność niektórych tradycyjnych szkół sztuk walki. Wzrosła popularność systemów kompleksowych, uczących walki zarówno w "stójce" jak i w parterze, uczące uderzeń (także łokciami), kopnięć (także kolanami), chwytów, dźwigni (także na stawy), kluczy, duszeń.
Dla przedstawicieli tradycyjnych, wschodnich stylów walki jest kwestią dyskusyjną, czy za sztuki walki można uznać takie formy walki jak boks, kick-boxing, Kudo Daido Juku, MMA, zapasy czy szermierka, ponieważ poza elementami czysto technicznymi nie uwzględniają rozwoju duchowego i kulturowego adepta (co, zdaniem niektórych, jest koniecznym warunkiem "sztuki", a bez nich można mówić raczej jedynie o sporcie lub systemie walki). Krytycy tego podejścia podnoszą z kolei, że to raczej tradycyjne style, jak aikido czy capoeira, które duży nacisk kładą na rozwój duchowy i samą „sztukę”, ale nie sparingi i trening realnej walki, nie powinny podkreślać, że uczą walki wręcz.

## Terminologia w sztukach walki
Terminologia używana w sztukach walki może pochodzić z języków orientalnych. Przykładem są nazwy technik w judo lub karate. Część pojęć (rzut, dźwignia itp.) pochodzi z analogicznych dyscyplin znanych w kręgu cywilizacji europejskiej. Podobne źródło mają też takie nazwy, jak „boks tajski” czy „boks chiński”. Używa się też terminologii zaczerpniętej z języka angielskiego, np. grapling (ang. grappling), traping (ang. trapping). Pojawia się tendencja do spolszczania nazw angielskich: w miejsce pojęcia „traping” pojawia się „usidlanie”. Terminy te tworzy się spontanicznie, nie zawsze zgodnie z polską gramatyką. Przykładami mogą tu być „styl uderzany” i „styl chwytany”. Wyrazy „uderzany” i „chwytany” są imiesłowami przymiotnikowymi biernymi, które nie pasują jako określenia rzeczownika „styl” („styl chwytany” oznaczałoby, że ktoś chwyta styl; bardziej poprawne byłoby wyrażenie „styl chwytowy”, czyli „oparty na chwytach”).
Pisownia terminów dotyczących sztuk walki jest również niejednolita. Początkowo próbowano stosować ortografię polską („dżudo”), potem jednak pojawiła się tendencja do pisania nazw orientalnych zgodnie z transkrypcją łacińską przyjętą w odpowiednim języku ("judo"). Często w umiarkowanym stopniu adaptuje się pojęcie do polskiej gramatyki, np. łącząc poszczególne jego człony. Zatem zamiast dawnego „tae kwon do” obecnie pisze się „taekwondo”, gdyż w polszczyźnie nie ma słów „tae” i „kwon”, zaś „do” ma inne znaczenie niż w języku koreańskim, z którego ten wyraz pochodzi. Dotyczy to jednakże nazw dyscyplin jako nazw pospolitych. Nazwy organizacji, jak i inne nazwy własne, mają odmienną pisownię, opartą na stosowanej w nazwie odpowiedniej organizacji zagranicznej. Niejednokrotnie przedstawiciele różnych sztuk walki, chcąc podkreślić ich unikatowość, traktują nazwę dyscypliny jak nazwę własną i piszą ją w sposób różny od przyjętego, często rozpoczynając wielką literą. Jednakże takie postępowanie wprowadza chaos w nazewnictwie i utrudnia przyswojenie wschodniej terminologii przez kulturę europejską.

## Aspekty psychologiczne
Według niektórych badań z zakresu psychologii, aktywne trenowanie różnych form walki, a w szczególności tych wartościujących kulturę budo, obniża poziom agresywności u adeptów. Związane to może być ze wzrostem świadomości własnych umiejętności i pewności siebie. Niewątpliwie istotną rolę w nauczaniu zachowań odgrywa trener, będący nierzadko autorytetem w danej dziedzinie, więc wzorem do naśladowania. W kulturze walczącej z narastającym poziomem agresji, odpowiednio ukierunkowany trening wydaje się być środkiem zaradczym.